# Георгиевский монастырь (Гётшендорф)
Свято-Георгиевский монастырь (нем. Kloster St. Georg, Монастырь в честь святого Георгия Победоносца) — единственный православный мужской монастырь Берлинской и Германской епархии Русской православной церкви. Расположен в местечке Гётшендорф недалеко от города Темплин (земля Бранденбург) в Германии. Создан по инициативе немецкого журналиста и общественного деятеля, а также известного в России киноактёра Норберта Кухинке.

## История

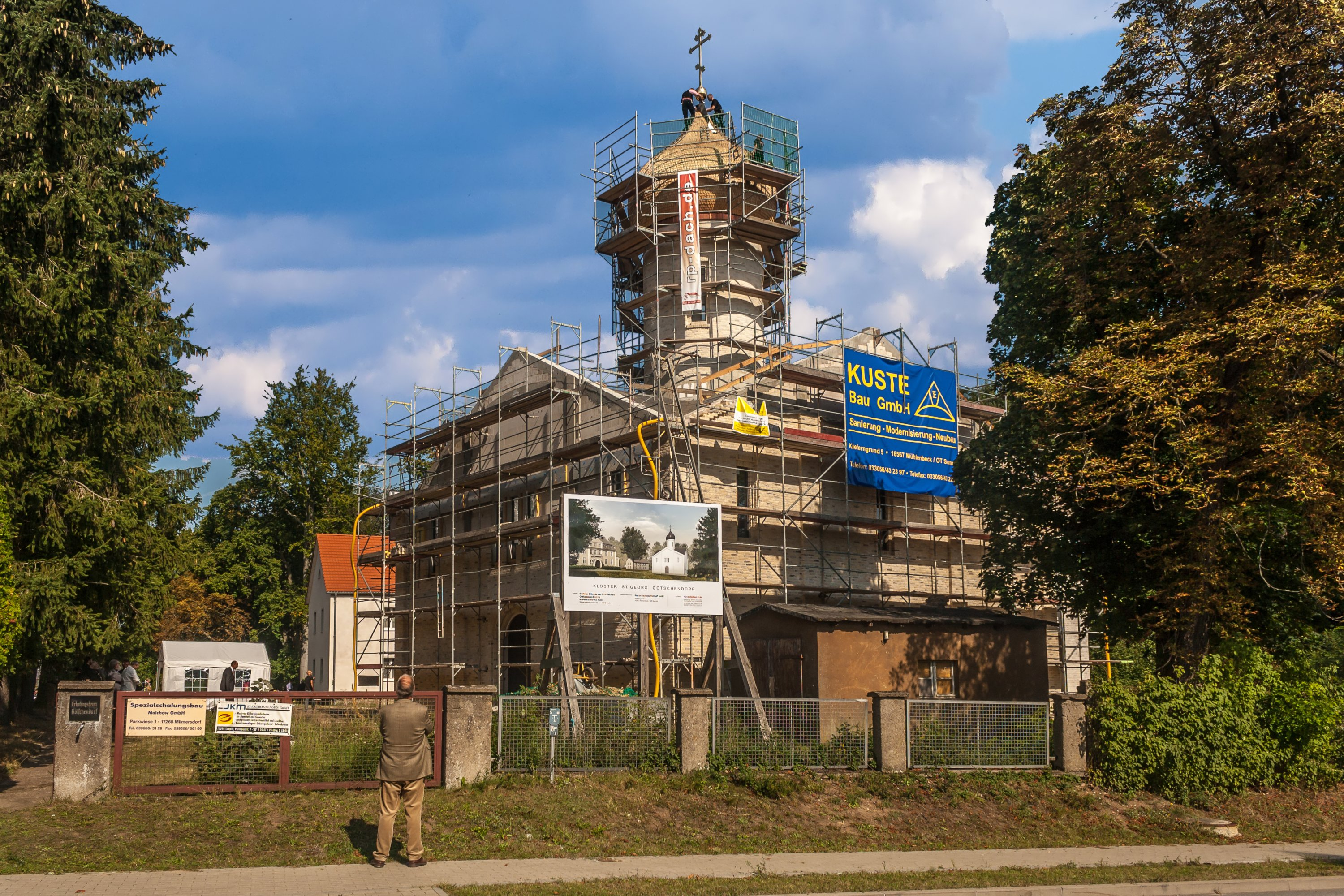
Поднятие креста. Сентябрь 2013 года

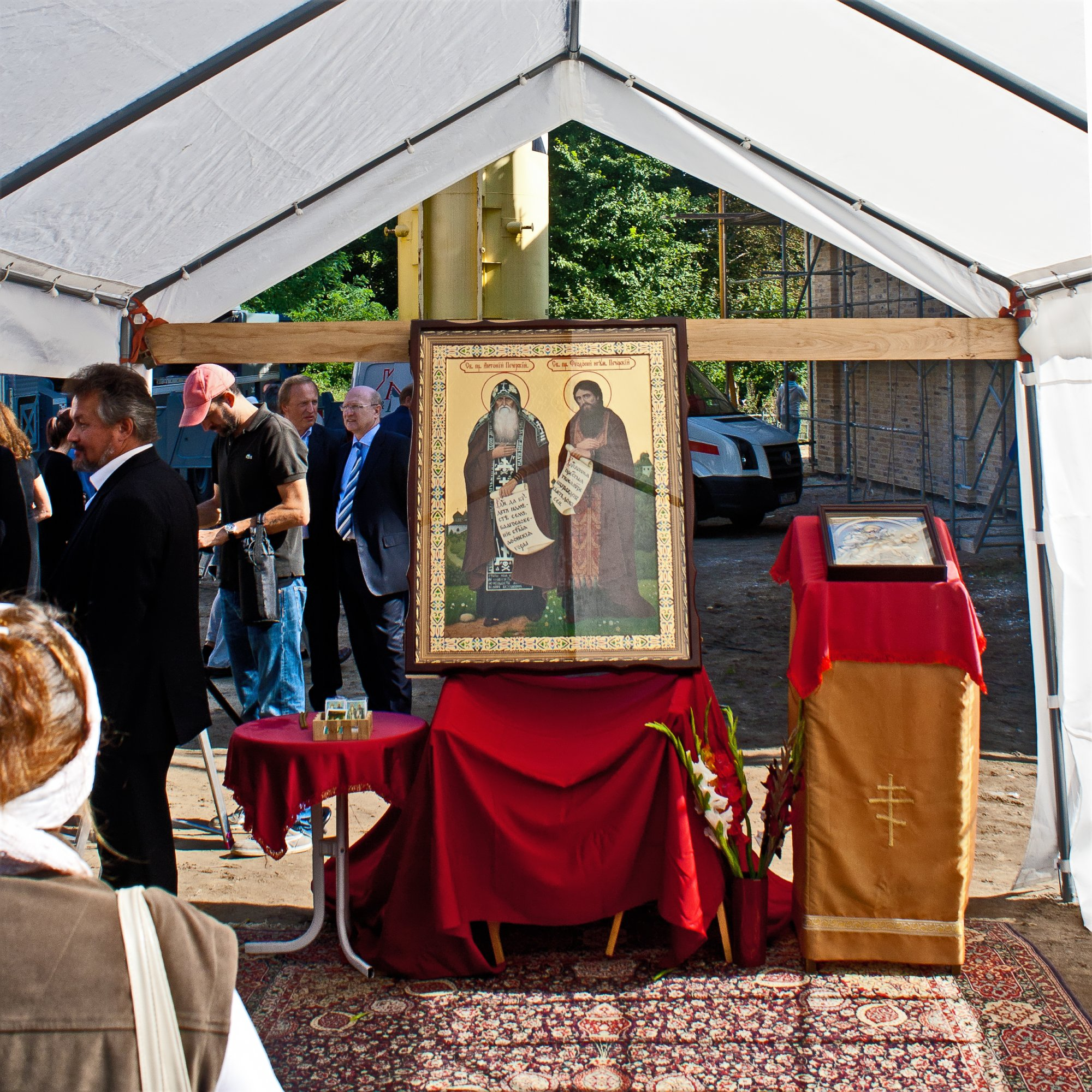
Икона в монастыре

Замок Гётшендорф (Schloß Götschendorf) был построен в 1910 году как охотничье поместье князя Липпе Леопольда IV. Во времена нацистской Германии поместье служило домом для гостей рейхсмаршала Германа Геринга, которые приезжали в эти места для охоты на диких животных. Во времена ГДР в поместье был лечебный санаторий для военнослужащих народной армии и сотрудников Штази. После объединения Германии на протяжении практически пятнадцати лет замок и прилегающая к нему территория оказались бесхозными, из года в год приходя в полное запустение.
Идея открыть здесь монастырь пришла в голову немецкому журналисту и общественному деятелю Норберту Кухинке, который был большим ценителем русской культуры. «У меня уже давно была идея построить русский православный монастырь под Берлином. Это была идея не из головы, она пришла через чувства. <…> В Москве я встретился с митрополитом Кириллом. <…> Он сказал: „Норберт, это очень хорошая идея, сделаем!“ Тогда мы с другом начали искать место в Бранденбурге — это земля, граничащая с Берлином. Я <…> решил построить монастырь поближе к тому месту, где живу. Я знал, что буду туда часто ездить слушать пение и разговаривать с монахами, есть грибы. <…> Мы осмотрели несколько заброшенных замков, больше всего нам подошёл замок в местечке Гётчендорф, это в 90 километрах от столицы. Я подумал: „Отличное место! Недалеко ни от Берлина, ни от Москвы. Не слишком маленький и не слишком большой“. Замок, который пустовал уже 10 лет, окружает парк площадью в четыре гектара, выходящий к озеру, есть подсобные здания. Там очень красивое, тихое место. Много лесов».
В 2006 году по благословению председателя Отдела внешних церковных связей Московского Патриархата митрополита Смоленского и Калининградского Кирилла Германской епархией было приобретено пустующее имение Гётшендорф, расположенной в 90 километрах от Берлина на озере Кёлпин (нем. Kölpinsee), с целью устройства здесь православной обители. Имение включало в себя пустующую трёхэтажную усадьбу, небольшой жилой корпус и несколько хозяйственных построек. Цена, за которую купила Берлинская епархия у федеральной земли Бранденбург, составила 1 символический евро (так как отдать замок бесплатно было невозможно) с непременным условием инвестировать не менее 4 миллионов евро в течение последующих 10 лет.
Норберт Кухинке стал идеологом и активно занялся проектом монастыря Святого Георгия с немецкой стороны. Он наладил контакты с местными священнослужителями и политиками, и быстро нашёл союзника, имеющего связи с политическими верхами страны: им оказался Хорст Каснер, отец Ангелы Меркель. Кухинке организовал в деревне, где находится замок, показ для местных жителей своего фильма «Россия под крестом» о Псково-Печерском монастыре, чтобы жители познакомились с русским Православием, как выглядит православная литургия, как звучит пение. Местные жители, в том числе и пасторы, высказались за строительство монастыря.
В том же году начались работы по реставрации существующих зданий и проектированию нового храма. По сметным данным для полной отстройки монастыря необходимо около 8 миллионов евро. Сначала был отремонтирован жилой корпус для братии монастыря и устроена в нём домовая церковь во имя Преподобных Антония и Феодосия Печерских.
21 августа 2007 года решением Священного Синода был образован монастырь.
31 мая 2008 года митрополит Смоленский и Калининградский Кирилл в сослужении сонма архиереев Русской православной церкви совершил Чин закладки храма святого великомученика Георгия Победоносца, но в связи с финансовым кризисом строительные работы в обители были приостановлены, и только в начале декабря 2011 года началось возведение монастырского храма.
Полноценная монашеская жизнь в монастыре ведётся с мая 2011 года. Монастырь на 2013 год насчитывает пять человек братии, каждодневно совершаются уставные богослужения, которые временно проходят в домовом храме в честь св. преподобных Антония и Феодосия Печерских братского корпуса.
Монастырь планируется как центр паломническо-туристической деятельности Берлинской епархии и межцерковных контактов.
6 мая 2015 года в Свято-Георгиевском монастыре установлен бронзовый Крест-памятник в честь 70-летия Победы во Второй мировой войне. Крест-памятник высотой в пять метров и весом в две тонны был изготовлен на частные пожертвования в г. Ростове-на-Дону и доставлен в Свято-Георгиевский монастырь в Гётшендорфе, где в годы Второй мировой войны находилась резиденция нацистского фельдмаршала Германа Геринга.